# 小林清周
小林 清周（こばやし せいしゅう、1909年9月25日 - 1994年）は、日本の建設官僚、建築生産・建築計画学者。建設省営繕局計画課長・技官、大阪工業大学工学部建築学科元教授、建築学教室担当。日本建築学会建築経済委員会専門委員、鴻池組取締役を歴任した。
専門は、建築生産・建築物維持管理、建築計画。

## 略歴
新潟県高田市（現・上越市）出身。1934年に東京工業大学建築学科を卒業後、海軍技師に。小林の就職時の逸話として「清水建設を30秒で落ち、 海軍省を30秒で合格」して海軍省に入った、というのがある。これは清水建設の面接の際に途中で社長が入ってきたときだれだかわからず、挨拶をしなかったところ、専務から「君は請負に向かない」と断られ、その話を海軍省の面接でするとその場で合格となったということからきている。海軍省では横須賀海軍建築部に配属される。外部活動では建築学会の鉄骨構造委員会で活躍した。その後、本省建築局の技師、さらに技術少佐となり南洋諸島の燃料庫や飛行場を作ったが、この後にアメリカとの桁達いの技術格差を痛感させられている。
戦後は運輸建設本部を経て建設省に入省し、関東地方建設局の営籍計画課長、本省の営繕局計画課長を務めた。計画課長時代に建設省の営繕業務の基礎になる合同庁舎実態調査、予算要求の根拠となる緊急度判定基準、特別修繕費のアイデアなどを推進し、さらに保全問題では官庁建物管理公社法案も作成したが、これらはいずれもアメリカの思想や制度から強く影響を受けたものであった。小林はGHQの担当官からアメリカで実施されている合同庁舍建築を紹介され、さらに建物維持管理の重要性をアドバイスされた。
これを契機に小林は日本建築学会に願い出て建築経済委員会を設置し、他省からの委員とともに専門委員として「耐火建築物の維持保全に関する研究」を完成させた。
1955年には近畿地方建設局営繕部長に着任した。大阪は終戦直前に勤務した地であり、この時期の近畿地建は第一合同庁舎や神戸港湾合同庁舎の建設で活気に満ちていた。1960年の退官後は鴻池組取締役(研究担当)を経て、1963年に大阪工業大学工学部建築学科教授（建築学教室担当）に就任し、主に建築生産・建築物維持管理に関する研究を進めた。
戦時中、燃料廠・飛行場などの海軍施設建設に携わってアメリカとの大きな技術格差を痛感させられ、戦後GHQ担当官から合同庁舎建築の教示されるとともに建物維持管理の重要性を助言されるというこの二つのテーマは小林のその後の活動の柱となった。

## 著書
- 『ビルの維持管理』[4](森北出版, 1957年)
- 『ビルの管理 その理論と実例』[5] (森北出版, 1975年)。

## 受賞
建築物維持管理に関する一連の研究で、
- 昭和53年度日本建築学会賞論文部門受賞[6]
- 昭和54年度日本建築学会大賞[7]。

## 注
1. 1 2  『日本人事興信録 : 全国篇 第7版』国際探偵社、1963年、p.301。
2. ↑  小林清周 - Webcat Plus（国立情報学研究所）
3. ↑  沢井実『海軍技術者の戦後史』
4. ↑   アマゾンジャパン合同会社. “ビルの維持管理”. Amazon.co.jp. 2022年11月24日閲覧。
5. ↑  株式会社ローソンエンタテインメント. “ビルの管理 その理論と実例”. HMV&BOOKS online. 2020年1月7日閲覧。
6. ↑  小林, 清周 (1979-08). “建築物の維持管理に関する一連の研究 (昭和54年日本建築学会大賞・昭和53年度日本建築学会賞) – (〔日本建築〕学会賞–第1部・論文部門)”. 建築雑誌 94 (1154):  p61–62.
7. ↑  小林, 清周 (1979-08). “建築物の維持管理に関する一連の研究 (昭和54年度日本建築学会大賞・昭和53年度日本建築学会賞)”. 建築雑誌 (1154):  61–62.